# Simplicia (djur)
Simplicia är ett släkte av fjärilar som beskrevs av Achille Guenée, 1854. Simplicia ingår i familjen näbbflyn, Erebidae.

## Dottertaxa tillSimplicia, i alfabetisk ordning[1][2]
- Simplicia acutivalva Holloway, 2008
- Simplicia anoecta Prout, 1929
- Simplicia armatalis Walker
- Simplicia bimarginata (Walker, 1864)
- Simplicia brevicosta Prout, 1928
- Simplicia butesalis (Walker, 1859)
- Simplicia clarilinea Prout, 1922
- Simplicia concisalis (Walker)
- Simplicia cornicalis (Fabricius, 1794)
- Simplicia discosticta (Hampson, 1912)
- Simplicia erebina Butler, 1887
- Simplicia eriodes Prout, 1928
- Simplicia extinctalis Zeller, 1852
- Simplicia griseolimbalis Snellen, 1886
- Simplicia inareolalis Fryer, 1912
- Simplicia inflexalis Guenée, 1854
- Simplicia kebeae Bethune-Baker, 1908
- Simplicia limbosalis Guenée, 1854
- Simplicia medioangulata Bethune-Baker, 1908
- Simplicia mesotheca Prout, 1929
- Simplicia mistacalis (Guenée, 1854)
- Simplicia monocaula Prout, 1929
- Simplicia niphona (Butler, 1878)
- Simplicia notata Hampson, 1889
- Simplicia pachycera Hampson, 1910
- Simplicia pannalis Guenée
- Simplicia phaedrusalis (Walker)
- Simplicia pseudeusalis Holloway, 2008
- Simplicia rectalis (Eversmann, 1842), Raklinjesprötfly
- Simplicia robustalis Guenée, 1854
- Simplicia ruptifascia Holloway, 2008
- Simplicia schaldusalis (Walker)
  - Simplicia schaldusalis rufa Prout, 1929
- Simplicia siamensis Prout, 1929
- Simplicia simplicissima Wileman & West, 1930
- Simplicia solomonensis Prout, 1929
- Simplicia stictogramma Prout, 1929
- Simplicia toma Holloway, 1979
- Simplicia tonsealis Roepke, 1932
- Simplicia trilineata Bethune-Baker, 1908
- Simplicia turpatalis Walker
- Simplicia undicosta Prout, 1929
- Simplicia variegata Holloway, 2008
- Simplicia xanthoma Prout, 1928
- Simplicia zanclognathalis Strand, 1920

## Bildgalleri

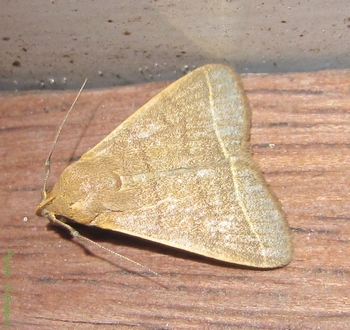